# Paula Pereira
Paula Pereira de Bulhões de Carvalho (Salvador, 28 de dezembro de 1967) é uma atriz brasileira.
Paula Pereira pertence a uma família de artistas e intelectuais, sendo sua mãe a atriz Sonia Pereira , que teve relevante atuação no Cinema Novo brasileiro, tendo filmado com Nelson Pereira dos Santos (Mandacaru Vermelho), dentre outros. Paula começou sua carreira ainda na infância.
Formou-se em teatro pelo Curso Profissionalizante de Teatro Gamboa em Salvador. Estudou e foi dirigida pela grande diretora de televisão e cinema Tizuka Yamazaki. Aprofundou seus estudos de teatro na Casa das Artes de Laranjeiras (CAL).
É casada com o diretor Marcos Schechtman, com quem tem dois filhos, Júlia e Daniel.

## Carreira
- 1989 - Kananga do Japão[1][3]
- 1993 - Guerra sem Fim[3]
- 2001 - O Clone - Creuza[3]
- 2004 - Celebridade - Vanda Guimarães[3]
- 2004 - Malhação - Silvinha
- 2005 - América - Maria Déia Virgulino (Deinha)[3]
- 2007 - Amazônia, de Galvez a Chico Mendes - Maroca
- 2007 - Casos e Acasos - mulher que se separa do marido (episódio: "Piloto")
- 2008 - Casos e Acasos - Amanda (episódio: "O Bombeiro, o Furto e a Foto")
- 2009 - Caminho das Índias - Durga[3]
- 2010 - Araguaia - Isadora de Almeida Lutti (Dora)[3]
- 2012 - Salve Jorge  - Nilcéia Ribeiro[4]